# Odontoperas rosacea
Odontoperas rosacea är en fjärilsart som beskrevs av Sergius G. Kiriakoff 1959. Odontoperas rosacea ingår i släktet Odontoperas och familjen tandspinnare. Inga underarter finns listade i Catalogue of Life.